# Chlorophorus congruus
Chlorophorus congruus là một loài bọ cánh cứng trong họ Cerambycidae.